# Púrpura trombocitopénica trombótica
La púrpura trombocitopénica trombótica es una enfermedad hemorrágica microangiopática poco frecuente.
El primer caso fue registrado en 1924 por Moschcowitz.
- Púrpura significa que se presenta como moretones (equimosis) en la piel, característicos de la enfermedad.
- Trombocitopenia significa disminución del número de plaquetas (o trombocitos).
- Trombótica significa que se forman trombos.

Existe una estrecha relación entre la púrpura trombocitopénica trombótica y el síndrome hemolítico urémico.

## Causas
La PTT, tal como otras anemias microangiopáticas, es causada por la agregación espontánea de plaquetas y la activación de la cascada de coagulación a nivel de los pequeños vasos de la circulación sanguínea. Las plaquetas son consumidas durante el proceso de coagulación, además de unirse a la fibrina, producto final de la cascada de coagulación. El complejo plaqueta-fibrina forma microtrombos en la circulación causando la ruptura de los glóbulos rojos que pasan a ese nivel, produciendo hemólisis.
Existen dos formas de PTT: "idiopática" y "secundaria". La forma hereditaria, en la cual existe un déficit de la enzima ADAMTS13, es llamada "síndrome de Upshaw-Schulman".

### PTT idiopática
La forma idiopática de la PTT fue recientemente vinculada con la inhibición de la enzima ADAMTS13 por parte de autoanticuerpos, por lo cual esta forma de PTT es de tipo autoinmune. ADAMTS13 es una metaloproteasa responsable de la ruptura del factor de Von Willebrand (vWF), una proteína que actúa a nivel de la agregación plaquetaria, uniendo las plaquetas durante el inicio del proceso de coagulación. Existen dos formas de esta proteína, una está compuesta por grandes multímeros del factor, los cuales son más proclives a iniciar la coagulación. Por lo tanto, sin el adecuado clivaje de la proteína vWF por parte de la enzima ADAMTS13, la coagulación ocurre de manera descontrolada, especialmente en aquellos lugares donde el factor de Von Willebrand es más activo debido al alto roce producido por el flujo sanguíneo (en la microvasculatura)
En esta forma de PTT, existe una disminución en la actividad de la enzima ADAMTS13 (<5 % de lo normal) el cual puede ser detectado en más de un 80 % de los pacientes, encontrándose un subgrupo de un 50&9bsp;% de pacientes en donde se encuentran inhibidores de la enzima. Esta teoría es también llamada "hipótesis de Furlan-Tsai", luego de que ocurriesen dos investigaciones paralelas por parte de ambos científicos publicadas en el New England Journal of Medicine en 1998.
Esta teoría no ha resultado ser suficiente para explicar la etiología de la PTT debido a que muchos pacientes que genéticamente carecían de la ADAMTS13 no manifestaron la sintomatología clásica de este síndrome.[cita requerida]

### PTT secundaria
Esta forma de PTT es diagnosticado cuando en el paciente existe alguna condición conocidamente asociada al PTT. Corresponde a un 40% de los casos de PTT. Dentro de las causas destacan:
- Cáncer
- Trasplante de médula ósea
- Embarazo
- Fármacos:
  - Quinina
  - Inhibidores de la agregación plaquetaria (ticlopidina y clopidogrel)
  - Inmunosupresores (ciclosporina, mitomicina, tacrolimus/FK506, interferón-α)
- VIH

El mecanismo del PTT secundario  es pobremente comprendido, ya que en general la actividad de la ADAMTS13 no se encuentra disminuida como en el PTT idiopático, y tampoco se han hallado inhibidores. Probablemente, la condición proviene del daño causado a nivel endotelial.[cita requerida]

### Síndrome de Upshaw-Schülman
La forma heredada de PTT es llamada Síndrome de Upshaw-Schülman, generalmente asociado a la deficiencia de enzima ADAMTS13

## Cuadro clínico
- Púrpura
- Petequia
- Metrorragia
- Cefalea
- Convulsiones
- Compromiso de conciencia.

## Diagnóstico
La púrpura trombocitopénica trombótica es diagnosticada en un síndrome purpúrico cuando en un hemograma el recuento plaquetario es inferior a 15x109/L.</ref>
Son característicos los trombos hialinos (conglomerados de fibrina adherida a las plaquetas) esparcidos por la microcirculación, lo cual causa la insuficiencia renal y síntomas neurológicos.

### Laboratorio hematológico
| Condición       | Tiempo de protrombina | Tiempo de tromboplastina | Tiempo de sangría | Conteo de plaquetas |
| --------------- | --------------------- | ------------------------ | ----------------- | ------------------- |
| Trombocitopenia | sin alteración        | sin alteración           | prolongado        | disminuido          |